# Fabian Grischkat

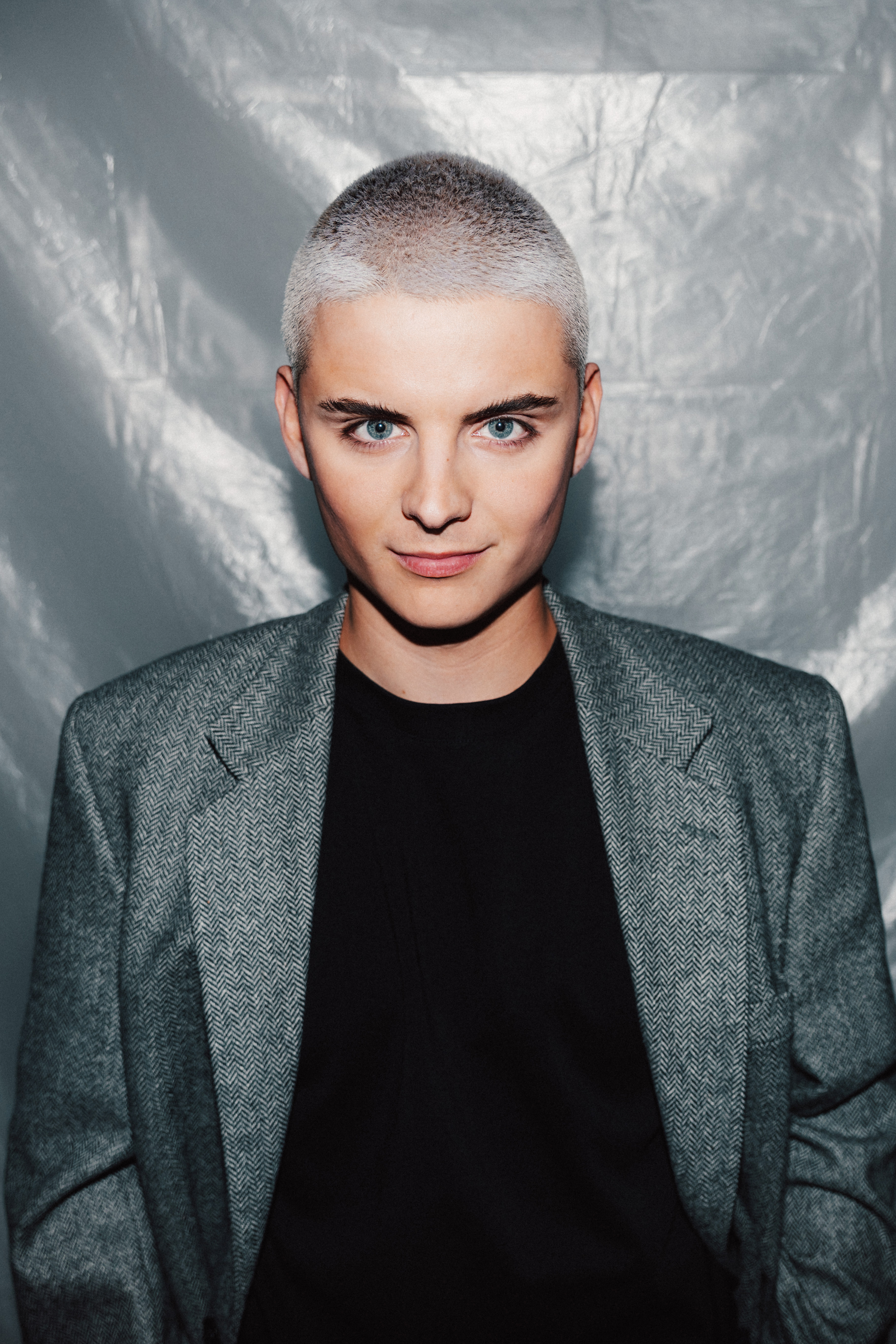
Fabian Grischkat (2024)

Fabian Grischkat (* 8. August 2000 in Duisburg) ist ein deutscher Webvideoproduzent, Journalist und Moderator.

## Leben
Grischkat wuchs in Nettetal in Nordrhein-Westfalen auf. Er besuchte bis zur neunten Jahrgangsstufe das Werner-Jaeger-Gymnasium Nettetal und wechselte anschließend auf ein Berufskolleg in Köln.
Im Kinofilm Bibi & Tina: Mädchen gegen Jungs und in der ARD-Serie „Bad Influencer“ trat er jeweils in einer Nebenrolle auf. Darüber hinaus absolvierte er Gastauftritte in diversen TV-Formaten, darunter beim Tigerenten Club, im ZDF-Quiz-Champion, bei „Hey Nickelodeon“ sowie in KiKA „Let’s Talk“. 2021 nannte die VOGUE ihn als eine von acht Personen, „die unsere Gesellschaft gerade verändern“. Er ist Teil des Talentnetzwerks von We Are Era.
Grischkat ernährt sich vegan und machte im November 2020 seine Bisexualität öffentlich.
Grischkat lebt in Berlin.

## Wirken

### Content Creation
Im Alter von zwölf Jahren gründete Grischkat gemeinsam mit Leon Bäter (* 2002) und Tobias Kriegers (* 2000) das Comedy-Trio Grischistudios. Auf dem gleichnamigen YouTube-Kanal veröffentlichten die drei zwischen 2013 und 2019 rund 340 Kurzfilme, Parodien und Musikvideos. Der Kanal hatte im Februar 2022 rund 300.000 Abonnenten.
In jüngerer Vergangenheit ist Grischkat hauptsächlich als Einzelakteur auf Instagram und TikTok aktiv. Als „Newsfluencer“ vermittelt er dort Inhalte rund um Politik und Gesellschaft. Im Vorfeld der Bundestagswahl 2025 erlangten seine Gen Z-Tests, Interviews in Jugendsprache mit Dorothee Bär, Saskia Esken, Felix Banaszak, Heidi Reichinnek und Konstantin Kuhle, mediale Aufmerksamkeit.

### Moderation
Von 2019 bis 2021 war Grischkat einer von drei Moderatoren des zum funk-Netzwerk gehörenden Instagram-Kanals OZON. Gemeinsam mit Pia Kraftfutter, Violetta Verissimo und Jakob Blasel präsentierte er Informationen, Kurzreportagen, Ratespiele und Fragen zu Umweltschutz- und Nachhaltigkeits-Themen. Das Format wurde 2019 mit dem Pädagogischen Medienpreis und 2020 mit dem Smart Hero Award ausgezeichnet.
In den Jahren 2020 und 2021 trat Grischkat als Antagonist des FDP-Bundestagsabgeordneten Thomas Sattelberger in deren gemeinsamen Podcast Schräg im Stall auf. Debattiert wurden kontroverse Themen wie der innerdeutsche Flugverkehr, ein bedingungsloses Grundeinkommen oder gender-sensible Sprache.
Grischkat ist auch als Moderator auf diversen Veranstaltungen und in Videoformaten präsent, so etwa beim CSD-Empfang der Landesregierung von Baden-Württemberg oder auf dem YouTube-Kanal des Auswärtigen Amts.

### Politisches Engagement
Ab 2019 war Grischkat in der deutschen Bewegung Fridays for Future aktiv. Darüber hinaus war er bereits Teil mehrerer Projekte von PETA und Greenpeace Deutschland. Für politische Stiftungen und Nichtregierungsorganisationen trat Grischkat in der Vergangenheit immer wieder als Botschafter für soziale und gesellschaftliche Themen auf. So war er 2021 etwa Teil einer Aufklärungskampagne zu sexuell übertragbaren Erkrankungen sowie einer Social-Media-Initiative gegen Antisemitismus.
2023 wurde er auf Einladung der Fraktion Bündnis 90/Die Grünen im Ausschuss für Menschenrechte und humanitäre Hilfe des Deutschen Bundestages als Sachverständiger gehört.
2025 sicherte sich Grischkat die Markenrechte an dem Begriff „Stolzmonat“, der zuvor gezielt von rechtsextremen Gruppen genutzt wurde. Bereits im Vorjahr bot er im Rahmen einer Social-Media-Kampagne Merchandise-Produkte unter diesem Namen an. Die daraus resultierenden Einnahmen spendete er an die Bundesstiftung Magnus Hirschfeld.

## Auszeichnungen
- 2017: 99Fire-Films-Award in der Kategorie „Publikumspreis“
- 2019: Gen*ZEO Award in der Kategorie „Society“
- 2019: Pädagogischer Medienpreis für OZON
- 2020: Smart Hero Award in der Kategorie „Ökologisch Wirtschaften“ für OZON
- 2024: Ehren-Pride-Award Hamburg
- 2024: Marketing for Future Award in der Kategorie „Sustainable Creators“
- 2024: VD Award in der Kategorie „Social Responsibilty“